# Viggo Meulengracht-Madsen
Viggo Meulengracht-Madsen (eller Meulengracht Madsen, født 13. november 1889 i Vejle, død 17. juni 1979 i Helleruplund) var en dansk gymnast, som deltog i de olympiske lege 1912. 
Sammen med 19 andre danske deltagere vandt han ved legene bronzemedalje i holdgymnastik efter frit system, Holdet kæmpede med fire andre om placeringerne, og her vandt Norge med 22,85 point foran Finland med 21,85 og Danmarks 21,25.
Viggo Meulengracht-Madsen var bror til sejleren Hans Meulengracht-Madsen, der ligeledes deltog i OL 1912, samt gymnasten Svend Meulengracht-Madsen, der deltog i OL 1920.